# Stephanoma
Stephanoma is een geslacht behorend tot de familie Hypocreaceae van de ascomyceten. De typesoort is Stephanoma strigosum.

## Soorten
Volgens Index Fungorum telt het geslacht vijf soorten (peildatum juni 2024):
| Soortnaam              | Auteur(s)                        | Publicatiejaar |
| ---------------------- | -------------------------------- | -------------- |
| Stephanoma italicum    | (Sacc. & Speg.) Sacc. & Traverso | 1911           |
| Stephanoma meliolae    | F. Stevens & Dalbey              | 1918           |
| Stephanoma phaeosporum | E.E. Butler & McCain             | 1968           |
| Stephanoma strigosum   | Wallr.                           | 1833           |
| Stephanoma tetracoccum | Zind.-Bakker                     | 1934           |